# ماه‌های هجری خورشیدی
ماه‌های خورشیدی در یکسال گاهشماری (هجری شمسی) و ایرانی، تشکیل شده است از ۱۲ ماه، که شش ماه اول ۳۱ روز، پنج ماه دوم ۳۰ روز و ماه آخر ۲۹ روز است. هر ۴ سال (به ندرت ۵ سال) یک‌بار طول ماه آخر ۳۰ روز است که آن سال به سال کبیسه معروف است.
در ایران تقویم رسمی بر پایه گاه‌شماری هجری خورشیدی است. نام ماه‌ها در ایران و دیگر جاها:
| ترتیب | فارسی ایران | پشتو     | کردی سورانی          | تعداد روزها | فصل     |
| ----- | ----------- | -------- | -------------------- | ----------- | ------- |
| ۱     | فروردین     | وری      | خاکه‌لێوه             | ۳۱          | بهار    |
| ۲     | اردیبهشت    | غوایی    | بانه‌مه‌ڕ (گوڵان)      | ۳۱          | بهار    |
| ۳     | خرداد       | غبر گولی | جۆزه‌ردان             | ۳۱          | بهار    |
| ۴     | تیر         | چنگاش    | پووشپه‌ڕ              | ۳۱          | تابستان |
| ۵     | مرداد       | زمری     | گه‌ڵاوێژ              | ۳۱          | تابستان |
| ۶     | شهریور      | وژی      | خه‌رمانان             | ۳۱          | تابستان |
| ۷     | مهر         | تله      | ڕه‌زبه‌ر               | ۳۰          | پاییز   |
| ۸     | آبان        | لرم      | خه‌زه‌ڵوه‌ر (گه‌ڵاڕێزان) | ۳۰          | پاییز   |
| ۹     | آذر         | لیندی    | سه‌رماوه‌ز             | ۳۰          | پاییز   |
| ۱۰    | دی          | مرغومی   | به‌فرانبار            | ۳۰          | زمستان  |
| ۱۱    | بهمن        | سلواغه   | ڕێبه‌ندان             | ۳۰          | زمستان  |
| ۱۲    | اسفند       | کب       | ڕه‌شه‌مێ               | ۲۹ یا ۳۰    | زمستان  |

## ماه‌های [هجری] خورشیدی ایرانی
عناوین ماه‌های تقویم جلالی و هجری خورشیدی (ایران):

### فروردین
فروردین نام نخستین ماه و فصل بهار و روز نوزدهم هر ماه در گاهشماری اعتدالی خورشیدی است. در اوستا و زبان پارسی باستان فرورتینام، در زبان پهلوی فرورتین و در زبان فارسی فروردین گفته شده که به معنای فروردهای پاکان و فروهرهای ایرانیان است. بنا به عقیده پیشینیان، ده روز پیش از آغاز هر سافرورینل فروهر در گذشتگان که با روان و وجدان از تن جدا گشته، برای سرکشی خان و مان دیرین خود فرود می‌آیند و ده شبانه روز روی زمین به سر می‌برند. به مناسبت فرود آمدن فروهرهای نیکان هنگام نوروز را جشن فروردین خوانده‌اند. فروهران در ده روز آخر سال بر زمین هستند و بامداد نوروز پیش از برآمدن آفتاب به دنیای دیگر می‌روند.

### اردیبهشت
اردیبهشت نام دومین ماه سال و روز دوم هر ماه در گاهشماری اعتدالی خورشیدی است. در اوستا «اشاوهیشتا» و در زبان پهلوی «اشاوهیشت» و در زبان فارسی «اردیبهشت» گفته شده است. به معنی راستی و درستی، تقدس، قانون و آئین ایزدی، پاکی و… که بسیار هم در اوستا به کار برده شده است. همچنین دارای صفت عالی است به معنای بهترین و بهشت فارسی به معنی فردوس از همین کلمه است. در مجموع این کلمه به بهترین راستی و درستی است و در عالم روحانی نماینده صفت راستی و پاکی و تقدس اهورامزداست و در عالم مادی نگهبانی کلیه آتش‌های روی زمین به او سپرده شده است. در معنی ترکیب لغت اردیبهشت «مانند بهشت» هم آمده است.

### خرداد
خرداد نام سومین ماه سال و روز ششم در گاه‌شمار اعتدالی خورشیدی است. در اوستا و زبان پارسی باستان «هئوروتات»، در زبان پهلوی «خردات» و در زبان فارسی «خورداد یا خرداد» گفته شده است. به معنای کمال و رسایی است و ایزدان تیر و باد و فروردین از همکاران خرداد هستند. خرداد نماینده کمال و رسایی اهورامزدا است و در گیتی به نگهبانی از آب گماشته شده است.

### تیر
تیر نام چهارمین ماه سال و روز سیزدهم هر ماه گاهشماری اعتدالی خورشیدی است. در اوستا «تیشریه»، در زبان پهلوی «تیشتر» و در زبان فارسی صورت تغییر یافته آن یعنی «تیر» گفته شده که یکی از ایزدان است و به ستاره شعرای یمانی اطلاق می‌شود. فرشته مزبور نگهبان باران است و به کوشش او زمین پاک، از باران بهره‌مند می‌شود و کشتزارها سیراب می‌شود. تیشتر را در زبان‌های اروپایی سیریوس خوانده‌اند و هر گاه تیشتر از آسمان سر بزند و بدرخشد مژده ریزش باران می‌دهد.

### مرداد
مرداد نام پنجمین ماه سال و روز هفتم هر ماه در گاهشماری اعتدالی خورشیدی است. در اوستا «امرتات»، در زبان پهلوی «اَمرداد» و در زبان فارسی «مرداد» گفته شده است و اَمرداد یعنی بی مرگی و آسیب ندیدنی یا جاودانی، پس واژه «مرداد» به غلط استعمال می‌شود و باید «اَمُرداد» گفته شود. در ادبیات مزدیسنا مرداد یکی از امشاسپندان است که نگهبانی نباتات با اوست. در مزدیسنا خصایص مرداد عبارتند از:نیک‌اندیشی، صلح و سازش، راستی و درستی، فروتنی و محبت به همنوع، تأمین آسایش و امنیت بشر که او را دارای کمال مطلوب کرده است.

### شهریور
شهریور نام ششمین ماه سال و روز چهارم هر ماه در گاهشماری اعتدالی خورشیدی است. در اوستا «خشتروئیریه»، در زبان پهلوی «شتریور» و در زبان فارسی «شهریور» می‌دانند که در اوستا و زبان پارسی باستان و زبان سانسکریت به معنی کشور و پادشاهی منتخب و برگزیده‌ است. این ترکیب بارها در اوستا به معنی بهشت یا کشور آسمانی اهورامزدا آمده است و شهریور در جهان روحانی نماینده پادشاهی ایزدی و فر و اقتدار خداوندی است و در جهان مادی پاسبان فلزات. چون نگهبانی فلزات با اوست او را دستگیر فقرا و ایزد رحم و مروت خوانده‌اند و روایت شده است شهریور آزرده و دلتنگ می‌شود از کسی که سیم و زر را بد به کار اندازد یا بگذارد که زنگ بزند.

### مهر
در زبان سانسکریت «میترا»، در اوستا و زبان پارسی باستان «میثر» و در زبان پهلوی «میتر» و در زبان فارسی «مهر» گفته می‌شود و به معنی پیوستن است. اغلب خاورشناسان معنی اصلی مهر را واسطه و میانجی ذکر کرده‌اند. مهر واسطه است میان آفریدگار و آفریدگان و در زبان سانسکریت به معنی دوستی پروردگار و روشنایی و فروغ است و در اوستا فرشته روشنایی و پاسبان راستی و پیمان است. مهر، ایزد همواره بیدار و نیرومند است و برای یاری کردن راستگویان و برانداختن دروغگویان و پیمان شکنان در تکاپوست. مهر برای محافظت عهد وپیمان و میثاق مردم گماشته شده است از این رو فرشته فروغ و روشنایی نیز هست که هیچ چیز از او پوشیده نمی‌ماند. برای آنکه از عهده نگهبانی بر آید اهورامزدا به او هزار گوش و ده هزار چشم داده است و مقام مهر در بالای کوه «حرا» است، آنجایی که نه روز است و نه شب، نه گرم است و نه سرد، نه ناخوشی و نه بیماری. مهر از آنجا بر ممالک آریایی نگران است و مهر در همه جا حاضر است و با شنیدن آوای ستمدیدگان آگاه گشته به یاری آنان می‌شتابد.

### آبان
در اوستا «آپ» در زبان پارسی باستان «آپی» و در زبان فارسی «آب» گفته می‌شود. در اوستا بارها «آپ» به معنی فرشته نگهبان آب استعمال شده و همه جا به صیغه جمع آمده است و نام ماه هشتم از سال خورشیدی و نام روز دهم از هر ماه را آبان می‌دانند. ایزد آبان موکل بر آهن است و تدبیر امور و مصالح ماه به او تعلق دارد. به سبب آنکه «زو» که یکی از پادشاهان ایران بود در این روز با افراسیاب جنگ کرده و او را شکست داده و از ملک خویش بیرون کرده، ایرانیان این روز را جشن می‌گیرند. دیگر آنکه چون بعد از مدت هشت سال در ایران عاقبت در همین روز باران شروع به باریدن کرد و بنابراین ایرانیان این روز را جشن گرفتند و آفتاب در این ماه در برج عقرب یاکژدم قرار می‌گیرد.

### آذر
در اوستا «آتر - آثر» در زبان پارسی باستان «آتر» در زبان پهلوی «آتر» و در زبان فارسی «آذر» می‌گویند. آذر فرشته نگهبان آتش و یکی از بزرگ‌ترین ایزدان است. آریائیان بیش از دیگر اقوام به عنصر آتش اهمیت می‌دادند و ایزد آذر نزد هندوان «آگنی» خوانده شده و در کتاب کهن و مقدس هندوان «ودا» از خدایان بزرگ به‌شمار رفته است. آفتاب در این ماه در برج قوس یا کماندار قرار می‌گیرد.

### دی
در اوستا «داثوش یا دادها» به معنی آفریننده، دادار و آفریدگار است و غالباً صفت اهورامزدا است و آن از مصدر «دا» به معنی دادن و برای تعیین دهمین ماه استعمال شده است.

### بهمن
در اوستا «وهومنه»، در زبان پهلوی «وهومن» و در زبان فارسی «وهمن یا بهمن» گفته شده است. به معنی خوب و نیک و معنی منش، نیک‌اندیش و نیک نهاد است و نخستین آفریده اهورامزدا است و یکی از بزرگ‌ترین ایزدان است و در عالم روحانی مظهر اندیشه نیک و خرد و توانایی خداوند است. یکی از وظایف بهمن این است که گفتار نیک را تعلیم دهد و از هرزه گویی بازدارد. خروس که از پرندگان مقدس به‌شمار می‌رود و در سپیده دم با بانگ خویش دیو ظلمت را رانده و مردم را به برخاستن و عبادت و کشت و کار می‌خواند ویژه بهمن است. لباس سفید هم از آن بهمن است و همه جانوران سودمند به حمایت بهمن سپرده شده‌اند و کشتار در ماه بهمن منع شده است. بهمن اسم گیاهی است که به ویژه در جشن بهمنجه خورده می‌شود و در طب نیز این گیاه معروف است.

### اسفند
در اوستا «اسپنتا آرمیتی» در زبان پهلوی «اسپندر» و در زبان فارسی «سپندار مذ، سفندارمذ، اسفندارمذ و گاه به تخفیف سپندار و اسفند» گفته شده است. به معنی پاک، مقدس، درست، بجا و اندیشیدن، فروتنی، بردباری و سازگاری است. سپندارمذ یکی از امشاسپندان است که مؤنث و دختر اهورامزدا خوانده شده است و موظف است که همواره زمین را خرم، آباد، پاک و بارور نگهدارد. هر که به کشت و کار بپردازد و خاکی را آباد کند خشنودی اسپندارمذ را فراهم کرده است و آسایش در روی زمین سپرده به دست اوست. خود زمین نیز نماینده این ایزد بردبار و شکیباست و مخصوصاً مظهر وفا و اطاعت و صلح و سازش است. بیدمشک گل مخصوص سپندارمذ است.